# Гольцгайм-ам-Форст
Гольцгайм-ам-Форст (нім. Holzheim am Forst) — громада в Німеччині, розташована в землі Баварія. Підпорядковується адміністративному округу Верхній Пфальц. Входить до складу району Регенсбург. Складова частина об'єднання громад Кальмюнц.
Площа — 15,63 км2. Населення становить 1007 ос. (станом на 31 грудня 2020).